# E.S.P. (album Bee Geesa)
E.S.P. petnaesti je studijski album australskog rock sastava The Bee Gees, koji izlazi rujnu 1987.g. Album je loše prihvaćen u Sjedinjenim Američkim Državama, gdje se našao na ljestvici Top 50. Međutim dobro se prodao u Europi, gdje se našao na #5 u Engleskoj, #2 u Norveškoj i Austriji i #1 u Njemačkoj i Švicarskoj. E.S.P. se prodao u preko 3 milijuna primjeraka širom svijeta.
Njihov singl s albuma dolazi na prvo mjesto Top ljestvica u Velikoj Britaniji, Švicarskoj, Njemačkoj, Austriji i Norveškoj.

## Popis pjesama
Sve pjesme skladali su Barry, Robin i Maurice Gibb.
1. "E.S.P." – 5:35
2. "You Win Again" – 4:01
3. "Live or Die" (Hold Me Like a Child) – 4:42
4. "Giving up the Ghost" – 4:26
5. "The Longest Night" – 5:47
6. "This is Your Life" – 4:53
7. "Angela" – 4:56
8. "Overnight" – 4:21
9. "Crazy for Your Love" - 4;43
10. "Backtafunk" – 4:23
11. "E.S.P." (Vocal Reprise) – 0:30

## Top ljestvica
| Zemlja                     | Pozicija |
| -------------------------- | -------- |
| Njemačka                   | #1       |
| Švicarska                  | #1       |
| Norveška                   | #2       |
| Austrija                   | #2       |
| Velika Britanija           | #5       |
| Nizozemska                 | #6       |
| Italija                    | #13      |
| Švedska                    | #25      |
| Australija                 | #25      |
| Japan                      | #26      |
| Španjolska                 | #32      |
| Finska                     | #39      |
| Novi Zeland                | #44      |
| Kanada                     | #85      |
| Sjedinjene Američke Države | #96      |

## Vanjske poveznice
- discogs.com - Bee Gees - E-S-P